# Paó blau
El paó o pago (Pavo cristatus) és una espècie d'ocell de la família dels fasiànids, ordre dels gal·liformes.

## Particularitats
Provinent d'Àsia, és un ocell àgil i de bec dur, d'hàbits terrestres i alimentació omnívora. Les seves plomes són de colors vius, i es caracteritza per la cresta de plomes rígides i per la cua dels mascles, que és llarga i extensiva en forma de ventall de colors.
La seva llargària és d'1,80 a 2,30 m, i el seu pes de 4 a 5 kg.
Entre maig i juny, la femella pon de 5 a 8 ous que són incubats durant 28 dies.

## Tradicions
Segons la mitologia grega, els «ulls» visibles a la cua del paó foren posats per Hera en memòria del seu lleial guardià Argos, que tenia cent ulls. La llegenda diu que Hera va enviar a Argos a espiar el seu marit, Zeus, que ella sospitava d'adulteri. Quan aquest se'n va adonar, va enviar Hermes a matar Argos. Hera llavors va fer-li un homenatge al protector dels seus interessos posant els seus ulls a la cua del paó, el seu ocell favorit.
El paó blau és un dels símbols nacionals de l'Índia i de Myanmar (Birmània). La seva imatge es troba sovint a l'art del subcontinent. En la iconografia de l'hinduisme és l'animal acompanyant Sarasvati, la deessa de les arts i les ciències.
En els dos poemes épics de Kalidasa (Meghaduta i Kumarasambhava), la bellesa del paó ha estat utilitzada en imatges literàries florides de caràcter simbòlic.
La divinitat principal dels yazidites kurds és Tawisí Melek, «l'Àngel Paó».